# San Lorenzo in Panisperna (titre cardinalice)
Le titre cardinalice de San Lorenzo in Panisperna est érigé par le pape Léon X en 6 juillet 1517 et rattaché à l'église San Lorenzo in Panisperna qui se trouve dans le rione de Monti au sud-est de Rome.

## Titulaires
| - Domenico Giacobazzi (ou Giacobacci, ou Jacobatii) (1517); in commendam (1517-1528) - Stanislaw Hosius (ou Hoe, ou Hosz) (1561-1562) - Guglielmo Sirleto (1565-1585) - Domenico Pinelli (1586-1591) - Agostino Cusani (1591-1595) - Lorenzo Bianchetti (1596-1612) - Decio Carafa (1612) - Felice Centini (1613-1621) - Eitel Friedrich von Hohenzollern-Sigmaringen (1621-1625) - Fabrizio Verospi (1627-1633) - Stefano Durazzo (1634-1666) - Vacant (1666-1670) - Emmanuel-Théodose de La Tour d'Auvergne de Bouillon (1670-1676) - Orazio Mattei (1686-1688) - Giambattista Rubini (1690-1706) - Tommaso Ruffo (1706-1709) - Giulio Piazza (1714-1726) - Lorenzo Cozza (1726-1727) - Pierluigi Carafa (1728-1737) - Vincenzo Bichi (1737-1740) - Giorgio Doria (1744-1745) - Jean-Théodore de Bavière (1746-1759) - Lorenzo Ganganelli (1759-1762) - Vacant (1762-1769) - Buenaventura de Córdoba Espínola de la Cerda (1769-1777) - Vacant (1777-1794) - Giovanni Battista Bussi de Pretis (1794-1800) - Valentino Mastrozzi (1801-1809) - Vacant (1809-1817) - Pietro Gravina (1817-1830) - Luigi Del Drago (1832-1845) - Lorenzo Simonetti (1846-1855) - Johannes von Geissel (1857-1864) - Luigi Maria Bilio (1866-1873) - Ruggero Luigi Emidio Antici Mattei (1876-1883) - Sebastiano Galeati (1890-1901) - Giulio Boschi (1901-1919) - Vacant (1919-1924) - Eustaquio Ilundáin y Esteban (1924-1937) - Ermenegildo Pellegrinetti (1937-1943) - Antonio Caggiano (1946-1979) - Michael Michai Kitbunchu (1983-) |